# Ans (Dänemark)
Ans ist eine kleinere Stadt mit rund 1900 Einwohnern in der Region Midtjylland in Dänemark. Ans liegt in der Gemeinde Grønbæk (dän.:  Grønbæk Sogn) und gehört zur Kommune Silkeborg. Sie ist die größte Stadt an dem südlichen Seite des Tange Sees.
Die Stadt liegt an der Primærrute 26, der Hauptverkehrsstraße zwischen Viborg und Aarhus. Von Ans sind es 8 Kilometer nach Rødkærsbro, 10 km nach Bjerringbro, 17 km nach Silkeborg und 21 km bis zur Regionshauptstadt Viborg.
Von 1970 bis 2006 gehörte die Stadt Ans zur Kjellerup Kommune im Viborg Amt.

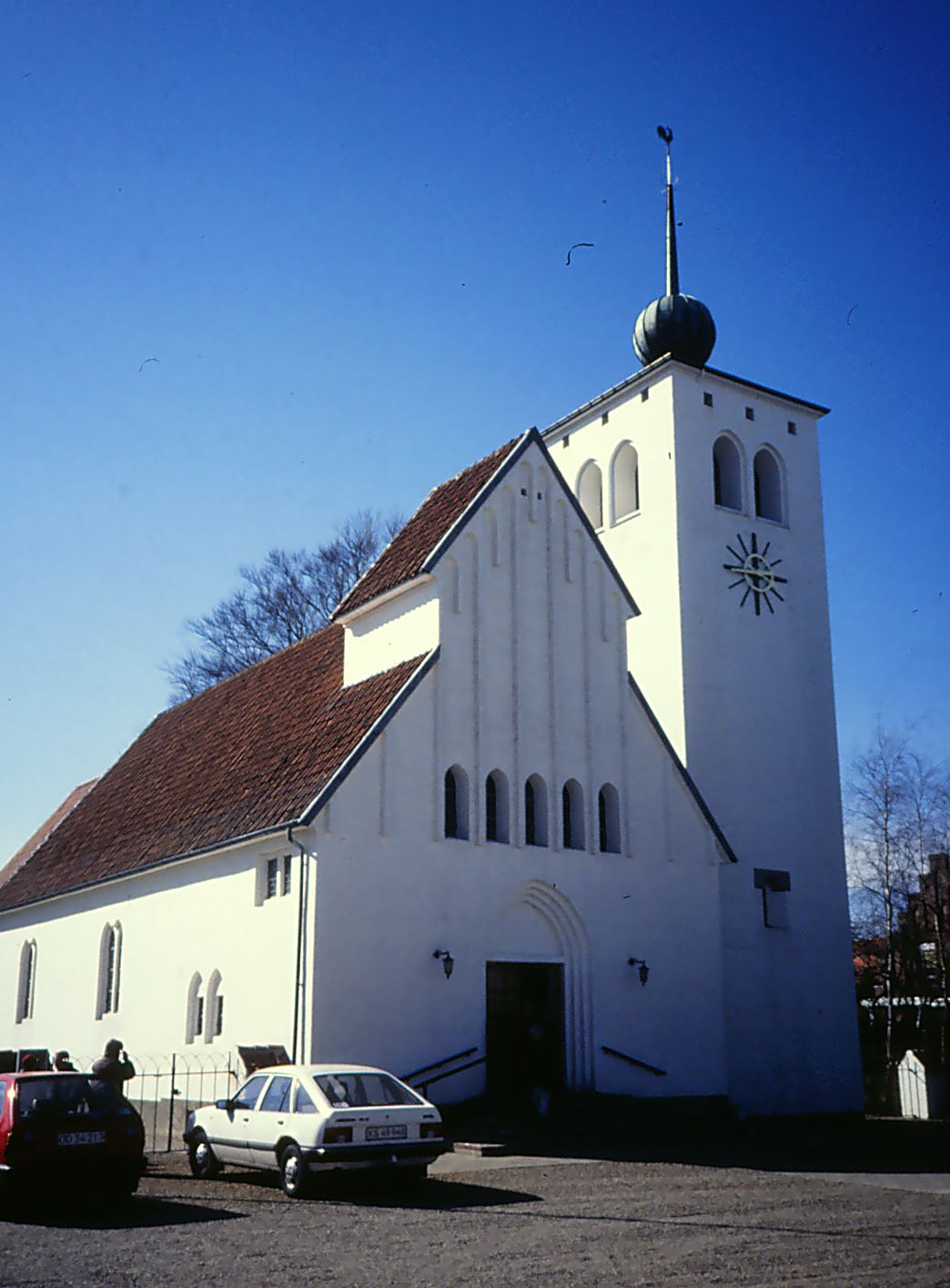
Kirche in Ans (1997)

Die Stadt hat eine eigene Kirche (dän.: Ans Kirke). In Ans gibt es viele Einkaufsmöglichkeiten: mehrere Supermärkte, Geschäfte für Haushaltswaren, Blumenhändler, Gärtnerei, Baumarkt, Möbelhändler und Frisör.
In Ans in der Teglgade 20 gibt es eine Folkeskole (dän.: Ans Skole) mit ca. 500 Schülern in den Klassen 0 – 9.

## Tange Sø Folk Festival
In Ans findet das jährliche Tange Sø Folk Festival im Monat August direkt am See statt. Schwerpunkte der dargebotenen Musikstile sind schottische und irische Folkmusik. Außerdem werden bekannte dänische Bands mit Folk-Einschlag, wie zum Beispiel Tørfisk oder De Gyldne Løver eingeladen.

## Söhne- und Töchter der Stadt
- Gustav Dahlmann Birch (* 2003), Autorennfahrer